# Erupción del complejo volcánico Puyehue-Cordón Caulle de 2011
La erupción del complejo volcánico Puyehue-Cordón Caulle de 2011 fue una erupción volcánica que se inició en el complejo volcánico homónimo en Chile, el 4 de junio de 2011
. Al menos 3.500 personas fueron evacuadas en las zonas cercanas, mientras que la nube de cenizas alcanzó las ciudades de Villa La Angostura, Villa Traful, San Carlos de Bariloche,San Martín de los Andes, Buenos Aires, Montevideo, Puerto Argentino, Porto Alegre, Ciudad del Cabo, Perth, Melbourne, y Auckland forzando a las aerolíneas a cancelar vuelos locales e internacionales. Además, obligó el cierre temporal del paso fronterizo internacional Cardenal Antonio Samoré ubicado a pocos kilómetros de la erupción.
El 18 de junio las cenizas retornaron a su tierra luego de dar la vuelta al mundo llegando a la ciudad de Coyhaique, forzando a las aerolíneas de Chile a cancelar los vuelos al sur del país.
Se estima que cien millones de toneladas de cenizas, arena y piedra pómez fueron expulsadas - requiriendo el poder equivalente de 70 bombas atómicas.
La erupción ha traído consigo problemas económicos para el Cono Sur, tanto turísticos como ganaderos, además de cancelaciones aéreas en el hemisferio sur. También ha tenido un impacto directo sobre los ecosistemas de la región.
El Cordón Caulle es una fisura volcánica y ha entrado en erupción muchas veces en los registros históricos, la más reciente seguida al terremoto de Valdivia de 1960, mientras que el estratovolcán del Puyehue ha estado dormido probablemente desde alrededor del año 850.

## Erupción 2011
Del 26 al 29 de abril de 2011, se detecta actividad sísmica entre 4 y 6 km de profundidad bajo el volcán Puyehue-Cordón Caulle. El más fuerte de estos terremotos es de una magnitud de 3,9, pero las autoridades no se alarman, la actividad fumarólica del Puyehue-Cordón Caulle se mantuvo estable. Este aumento de la sismicidad se tradujo algunas semanas más tarde en la erupción del volcán Puyehue el 4 de junio.
El 4 de junio comenzó un nuevo proceso de erupción. Luego de un promedio de 230 sismos por hora, de los cuales 12 eventos presentaron magnitudes mayores a 4,0 grados en la escala de Richter y 50 eventos, mayores a 3,0. Preventivamente la Oficina Nacional de Emergencia (ONEMI) declaró alerta roja nivel seis, que corresponde a una “erupción moderada” (decreto equivalente al nivel tres -“erupción vulcaniana, subpliniana y/o violenta”- del Índice de Explosividad Volcánica).
A las 15:15 de la hora local el Observatorio Vulcanológico de los Andes del Sur del Servicio Nacional de Geología y Minería de Chile informó de la explosión y una columna de 5 km de ancho y de una altitud de 10 km sobre el nivel del mar, con dirección del viento Sur a 5 km de altitud y Sureste a 10 km de altitud.
Dieciocho días después del comienzo de la erupción, la lava viscosa comenzó a derramarse del volcán, en dirección oeste y fluyendo "lentamente por canales".

### Evacuaciones en Chile
El 4 de junio, en las zonas aledañas al volcán (Puyehue, Río Bueno, Futrono y Lago Ranco) se evacuó un total de 600 personas, más tarde se amplió el radio a otros sectores de la Región de Los Ríos (se evacuaron los sectores de Pocura, Pichico, Los Venados, Contrafuerte, El Zapallo; agregándose los sectores de Futangue, Pitreño, Trahuico, Riñinahue Alto, Ránquil, Chanco, Epulafquén, Las Quemas, Licán, Boqueal, Rucatayo y Mantilhue). Así como en la Región de Los Lagos, (se evacuaron los sectores El Retiro, Anticura, El Caulle, Forestal Comaco, Anticura Pajaritos) sumándose 3.000 personas más al total. Se informó que en un primer momento los dueños de fundos prohibieron a sus trabajadores evacuar las zonas afectadas, solo con la intervención del gobierno se les permitió salir.
El 13 de junio, 71 pobladores chilenos retornan a sus hogares mientras que 530 continúan evacuados tras el levantamiento de la alerta roja por parte del ONEMI en el sur de Chile.
El 19 de junio el ONEMI decidió que todos los 4.200 evacuados pueden volver a sus casa, ya que la escala de la erupción continua decreciendo.

### Lluvia de cenizas

#### En Argentina

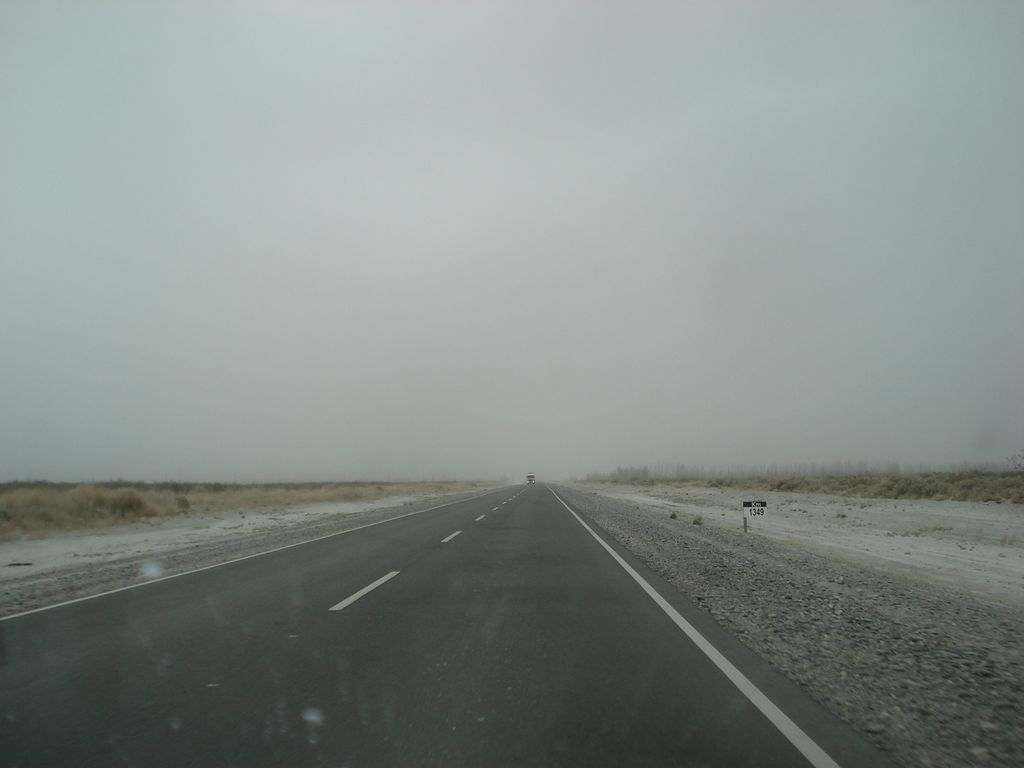
Visibilidad reducida por la caída de cenizas en la ruta 237 a la altura de la localidad de Picún Leufú en la provincia del Neuquén, Argentina.

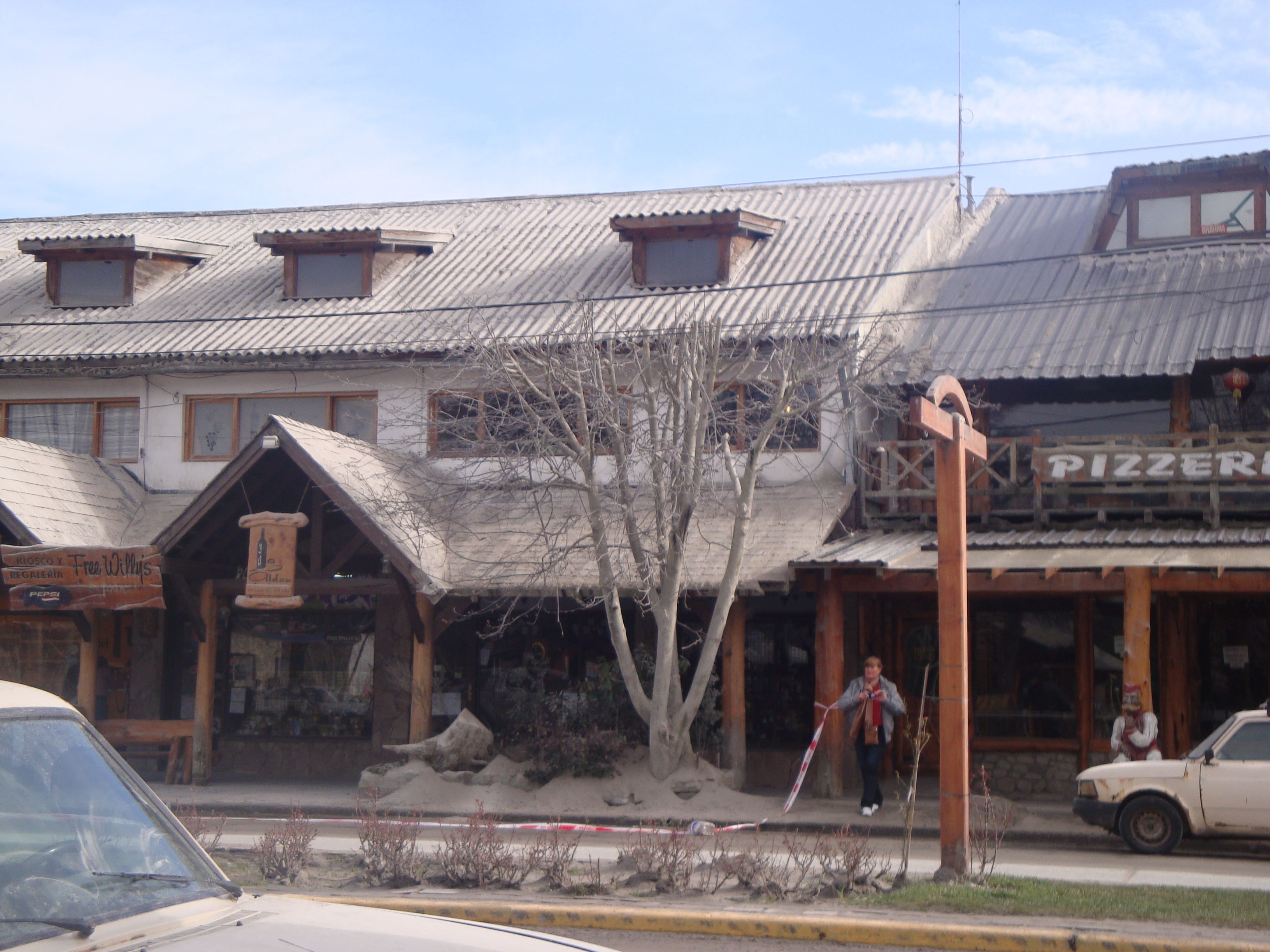
Cenizas en Villa La Angostura.

La nube de cenizas cruzó la cordillera y precipitó en las ciudades argentinas de Villa La Angostura, Junín de los Andes, San Martín de los Andes y Bariloche, y el norte de la Provincia de Chubut. La nube trajo también fuertes truenos y relámpagos.
El 5 de junio la lluvia de cenizas cesó en Bariloche, se informó que esta causó cortes de energía eléctrica.
El 6 de junio, en las ciudades argentinas afectadas, se recomendó a la población quedarse dentro de sus casas.
El 7 de junio Bariloche amaneció con varios bajones de electricidad mientras que la situación de Villa la Angostura y San Martín de los Andes es "crítica" con una acumulación de cenizas de 30 cm y 12 evacuados en Villa la Angostura.
16 de junio, el intendente Ricardo Alonso de Villa la Angostura le pidió a la Provincia de Neuquén que se declare la emergencia social y económica, ya que la situación de esta ciudad cercana a 37 km del volcán es una de las más críticas del país, junto con algunas localidades de la línea sur como Ingeniero Jacobacci. Villa la Angostura esta sin luz ni agua corriente en varias partes de la ciudad. Mientras tanto la ciudad de Bariloche se prepara para afrontar la caída de parte de la temporada de turismo invernal que es una de las principales fuentes de sustento de la ciudad, por otro lado de los 2,4 millones de pesos la ayuda del gobierno nacional y provincial solo han llegado 300.000 pesos al municipio de Bariloche. Ese mismo día el gobernador de Neuquén declaró «"emergencia económica y social" y el "estado de desastre" para todo el Departamento Lagos de la provincia» por otro lado el gobernador de Río Negro declaró «“zona de desastre” a la línea sur y “Emergencia Económica y Turística” para los departamentos de Bariloche y Pilcaniyeu».

#### En Chile
Al momento de la erupción en el 2011, las cenizas no provocaron mayores problemas en Chile, sin embargo destaca que posteriormente, a principios del 2013, una visible nube plomiza, compuesta de cenizas, cubrió en la mañana del sábado 19 de enero a la provincia de Osorno; incluyendo a la ciudad de Osorno. El fenómeno tardío se explica por las altas temperaturas, que sumado al viento que soplo desde la cordillera y a la baja humedad que afecta a la zona provocara la nube de cenizas. Tras la erupción del Cordón El Caulle en 2011, mucha de la materia volcánica que salió expulsada quedó acumulada en la superficie de la red volcánica; el calor de ese día secó al cordón cordillerano, y el viento del este trasladó estas cenizas hacia el valle en Chile. Esta masa de partícula volcánica obligó a suspender dos viajes de aerolínea de la empresa LAN, y provocó cortes de electricidad en diversos puntos de la región de Los Lagos (en las comunas de Osorno, Río Negro y Puerto Octay); sin embargo, se confirmó que la nube no afectó a la salud.

### Aumento de la temperatura y contaminación de los ríos

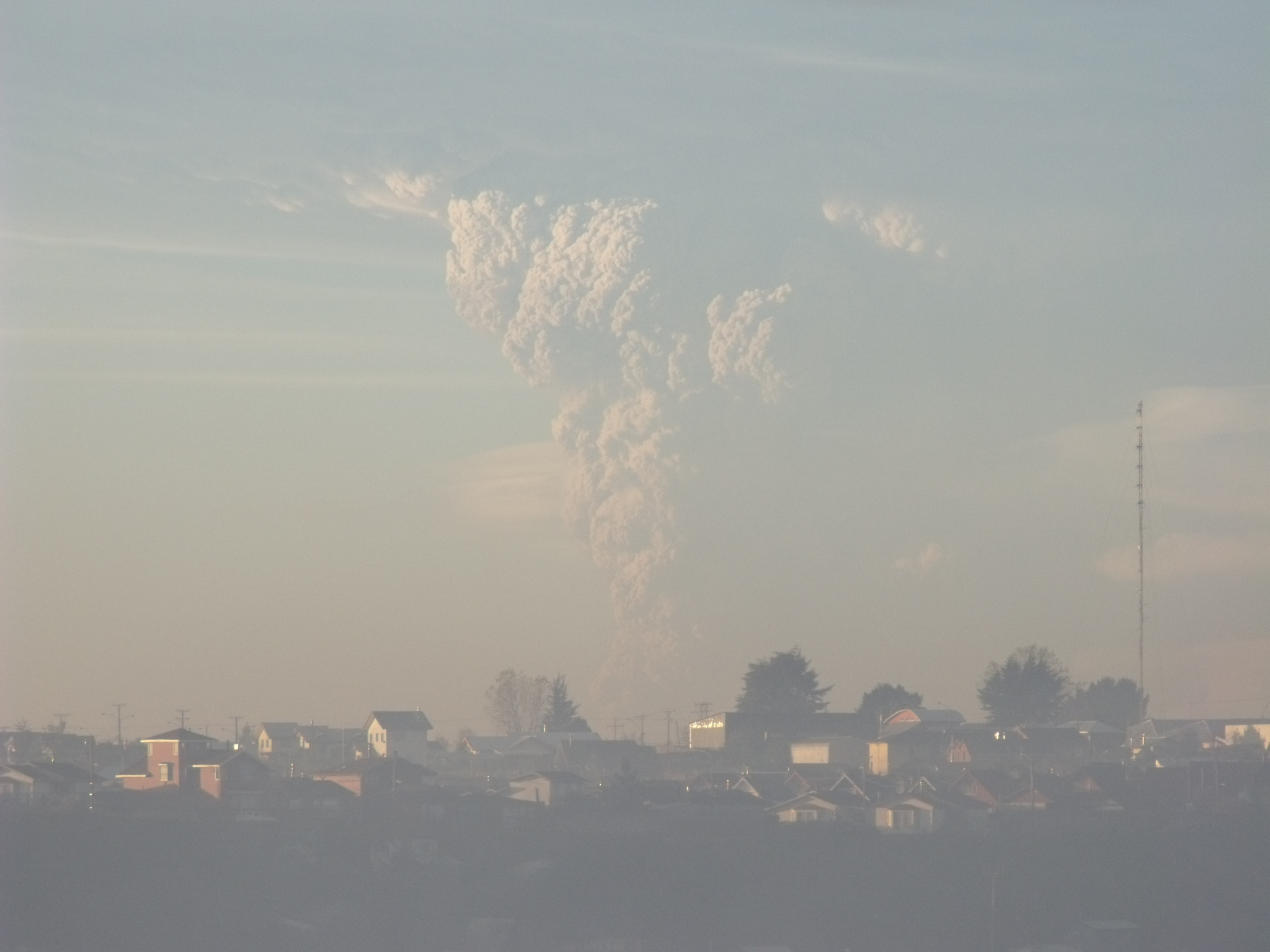
Erupción del Volcán Puyehue vista desde Puerto Montt.

El 9 de junio, se detectó un aumento de la temperatura del río Nilahue de 5 °C a 45 °C matando así un estimado de 4,5 millones de peces y afectando también a la piscicultora Nilahue, también en el río Gol Gol se detectó gran cantidad de material piroclástico lo cual pudo haber afectado la vida acuática. Además la actividad ganadera ha sido afectada.

### Repercusiones sobre la agricultura y la ganadería
La sede del INTA en Bariloche analizó las cenizas y comprobó que son ácidas y carecen de calcio, fósforo y azufre. Esto significa que no serán beneficiosas para la agricultura, además de que, independientemente de su composición, pueden dañar las plantas en los lugares en que se acumulan sobre ellas, y por lo tanto, perjudicar a los animales que se alimenten de las mismas.
El 13 de junio Argentina declara la alerta agropecuaria para las provincias de Neuquén, Río Negro y Chubut ya que las cenizas afectan la cría de ganado ovino y caprino, cabe destacar que estas zonas venían sufriendo una sequía de 3 a 4 años y las pocas pasturas que se encontraban fueron arruinadas por las ceniza, también las cenizas pueden producir un limado de la dentadura del ganado que busca alimentarse empeorando así la situación. En el noroeste de la provincia de Chubut 750.000 ovejas están sufriendo las consecuencias, y funcionarios de Río Negro dicen que 60.000 cabezas de ganado están en "riesgo".

### 2º Erupción
El 24 de septiembre de 2011 en horas de la tarde el volcán volvió a hacer erupción.

## Interrupciones en el transporte
Las cenizas contienen una importante cantidad de sílice y poseen bordes angulosos, lo que las hace abrasivas y pueden dañar las turbinas de los aviones. Además, una vez absorbidas por la turbina, pueden ser transformadas en vidrio derretido por las altas temperaturas dentro de la turbina y provocar fallas en el motor.

En tierra, la lava, pero también las cenizas o las piedras volcánicas pueden impedir el tránsito de vehículos tanto por disminuir la visibilidad como por la acumulación en los caminos.

### Chile
Los vientos inicialmente soplaban en dirección este, por lo que los vuelos aéreos no se vieron afectados, pero sí las rutas cercanas a la erupción. En consecuencia, las autoridades chilenas cerraron la ruta CH-215 y el Paso Fronterizo Cardenal Samoré el mismo día de la erupción. Se informó de la caída de 10 a 15 cm de "piedra volcánica" en el referido paso.
El 17 de junio la punta de la pluma dio la vuelta al mundo y arrastrada por los vientos llegó nuevamente a Chile, a la ciudad de Coyhaique; esto afectó a los vuelos de la línea aérea LAN que canceló vuelos al sur del país.

### Argentina, Uruguay y Brasil
También se cierra el Paso Fronterizo Cardenal Samoré del lado Argentino. Por otro lado la nube de cenizas llegó a Bariloche el 4 de junio donde se cerró el aeropuerto local. Aproximadamente a las 16:30 PM hora local (-3:00 UTC) el aeropuerto de Neuquén que también fue cerrado debido a esta nube.
Con menor intensidad las cenizas cayeron sobre las ciudades de Córdoba, Bahía Blanca, Buenos Aires, Trelew, Puerto Madryn, Gaiman, Rawson, y San Luis en las primeras dos hubo incluso relámpagos y truenos fuertes. Muchos aeropuertos de Argentina cancelaron sus vuelos y las líneas aéreas Aerolíneas Argentinas y Austral cancelaron sus operaciones hasta nuevo aviso.
Los vuelos en las Islas Malvinas también se vieron afectados por las cenizas.
El sur de Brasil sufrió muchas cancelaciones de vuelos entre Buenos Aires, Montevideo, Santiago, Curitiba, Florianopolis y Porto Alegre.

### Sudáfrica
Del 14 de junio al 18 de junio dos aerolíneas South African Airways y Kulula.com cancelaron sus vuelos a Ciudad del Cabo, aunque no hubo problemas con otros vuelos.

### Australia y Nueva Zelanda
Para el 11 de junio fuertes vientos transportaron las cenizas hasta Australia, forzando a la aerolínea Qantas a cancelar los vuelos de cabotaje y vuelos a Tasmania y Nueva Zelanda.

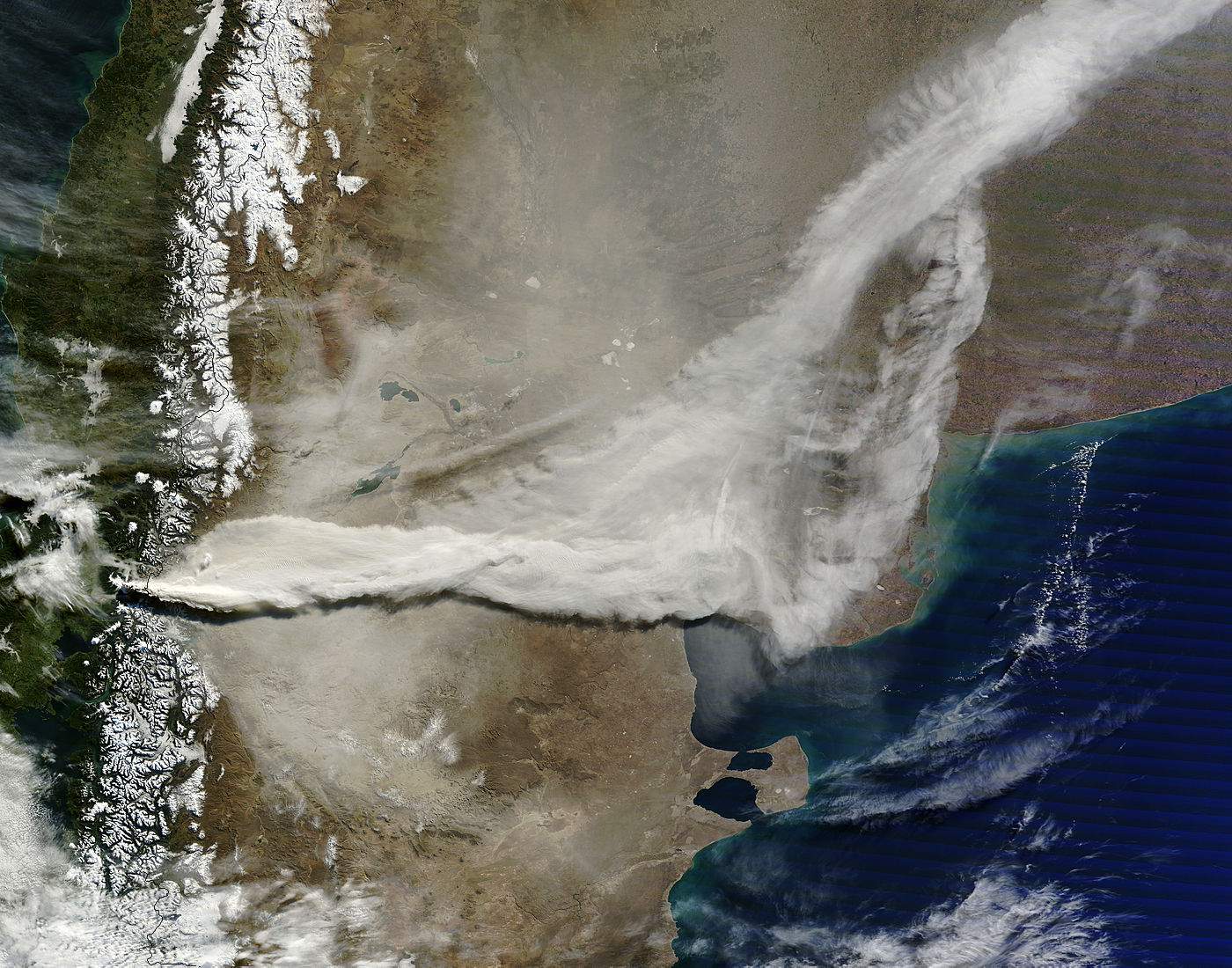
Erupción del Volcán Puyehue, 13 de junio de 2011.
Erupción pliniana: 1.Pluma volcánica, 2.Chimenea volcánica, 3.Lluvia de ceniza volcánica, 4.Estratos de lava y de ceniza, 5.Estrato geológico, 6.Cámara magmática.
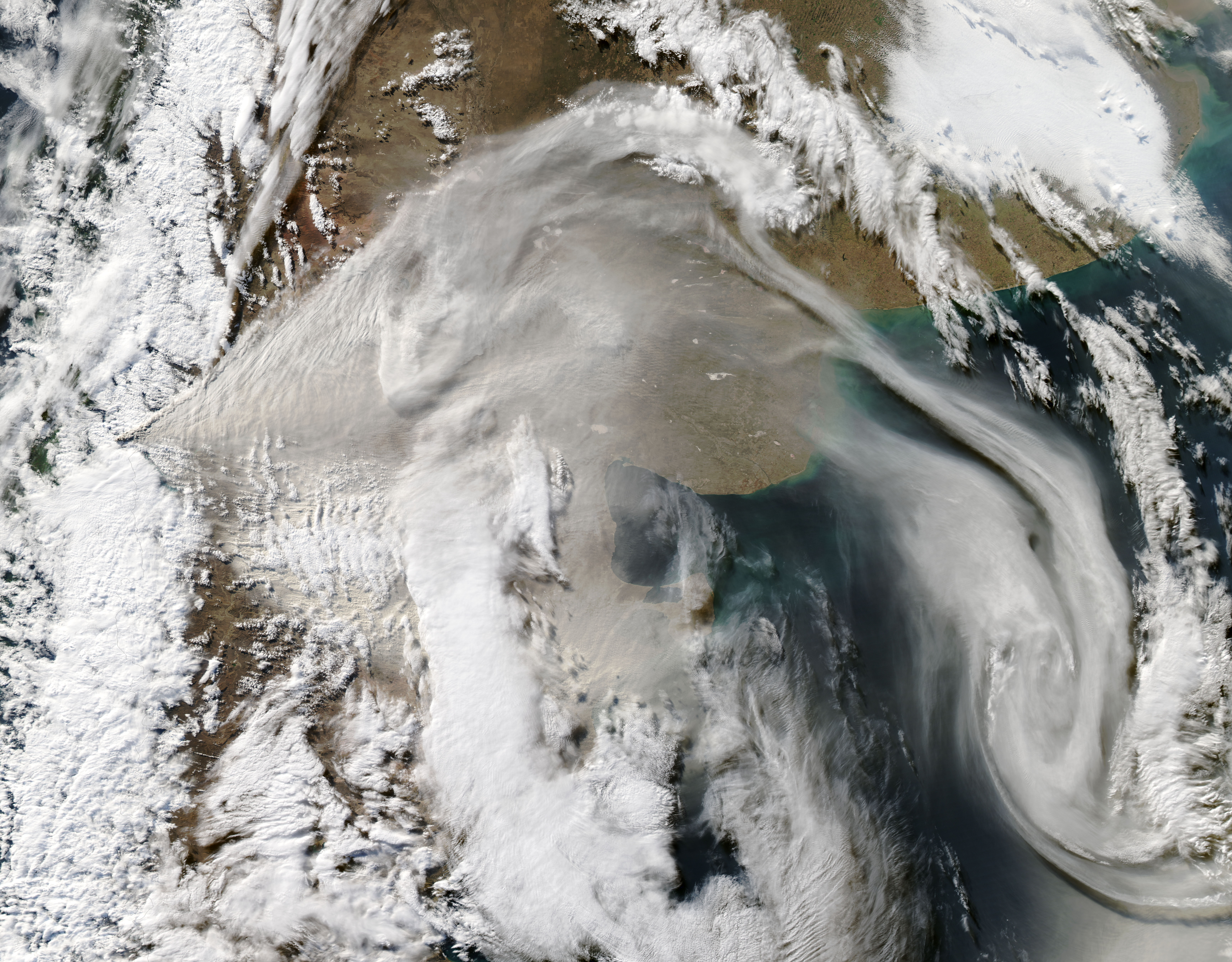
Erupción del Volcán Puyehue, 8 de junio de 2011.

## Geografía

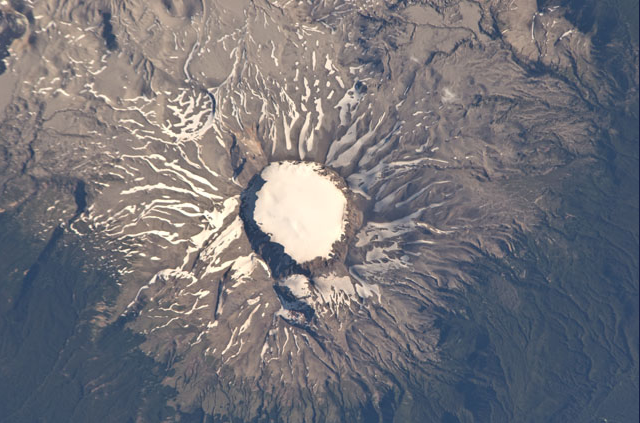
Volcán Puyehue.

El complejo volcánico Puyehue-Cordón Caulle está comprendido por cuatro volcanes diferentes: el estratovolcán activo Puyehue (el que mantiene una almeja en su cumbre de 2,4 kilómetros de ancho), el sistema volcánico fisural Cordón Caulle (el cual alcanza los 17 km de extensión), el volcán plioceno Mencheca, y la caldera Cordillera Nevada (estos dos últimos, estratovolcanes fuertemente erosionados por la acción glacial), los que forman un gran macizo en el parque nacional Puyehue. En innumerables ocasiones, se tiende a mencionar que el Cordón Caulle forma parte del Puyehue, pero sus orígenes tectónicos y magmáticos son absolutamente diferentes.
Como suele ocurrir con la mayoría de los estratovolcanes de la zona meridional del Cinturón Volcánico de los Andes, tanto el Puyehue como el Cordón Caulle están ubicados a lo largo de la intersección de una falla transversal con la falla más extensa norte-sur de Liquiñe-Ofqui, que constituye una vía de ascenso para el magma bajo la corteza terrestre.
Este complejo volcánico es responsable de la forma del paisaje local, y conserva una amplia historia de actividad y cambios volcánicos que datan desde hace 300.000 años hasta nuestros días. Se cree, por ejemplo, que el Cordón Caulle propició el Gran Terremoto de Chile, el que alcanzó una magnitud de 9,5 grados en la escala sismológica de magnitud de momento, siendo el mayor registrado instrumentalmente en la historia de las mediciones (irrelevante para la historia geológica), y que tuvo lugar el día 22 de mayo de 1960. Sismo que, además, desató la última erupción del Puyehue, el día 24 de mayo de 1960, el cual liberó al exterior un volumen aproximado de 0,2 km³ de pómez en un período de diez días.
Producto de que constituye la zona geotermal activa del sur de los Andes, Puyehue-Cordón Caulle es uno de los principales sitios de exploración de energía geotérmica en Chile, cuya actividad se manifiesta en la superficie en forma de manantiales de aguas termales, sulfataras y fumarolas.